# Kamanahalli, Kunigal
Kamanahalli là một làng thuộc tehsil Kunigal, huyện Tumkur, bang Karnataka, Ấn Độ.